# Mycophila barnesi
Mycophila barnesi är en tvåvingeart som beskrevs av Edwards 1938. Mycophila barnesi ingår i släktet Mycophila och familjen gallmyggor. Inga underarter finns listade i Catalogue of Life.